# Impatiens kaskazini
Impatiens kaskazini är en balsaminväxtart som beskrevs av J.M. Grimshaw och C. Grey-wilson. Impatiens kaskazini ingår i släktet balsaminer, och familjen balsaminväxter. Inga underarter finns listade i Catalogue of Life.